# Riedholz
Riedholz (im lokalen Dialekt Riedhouz) ist eine politische Gemeinde im Bezirk Lebern des Kantons Solothurn in der Schweiz.
Am 1. Januar 2011 fusionierte Niederwil mit Riedholz.

## Geographie

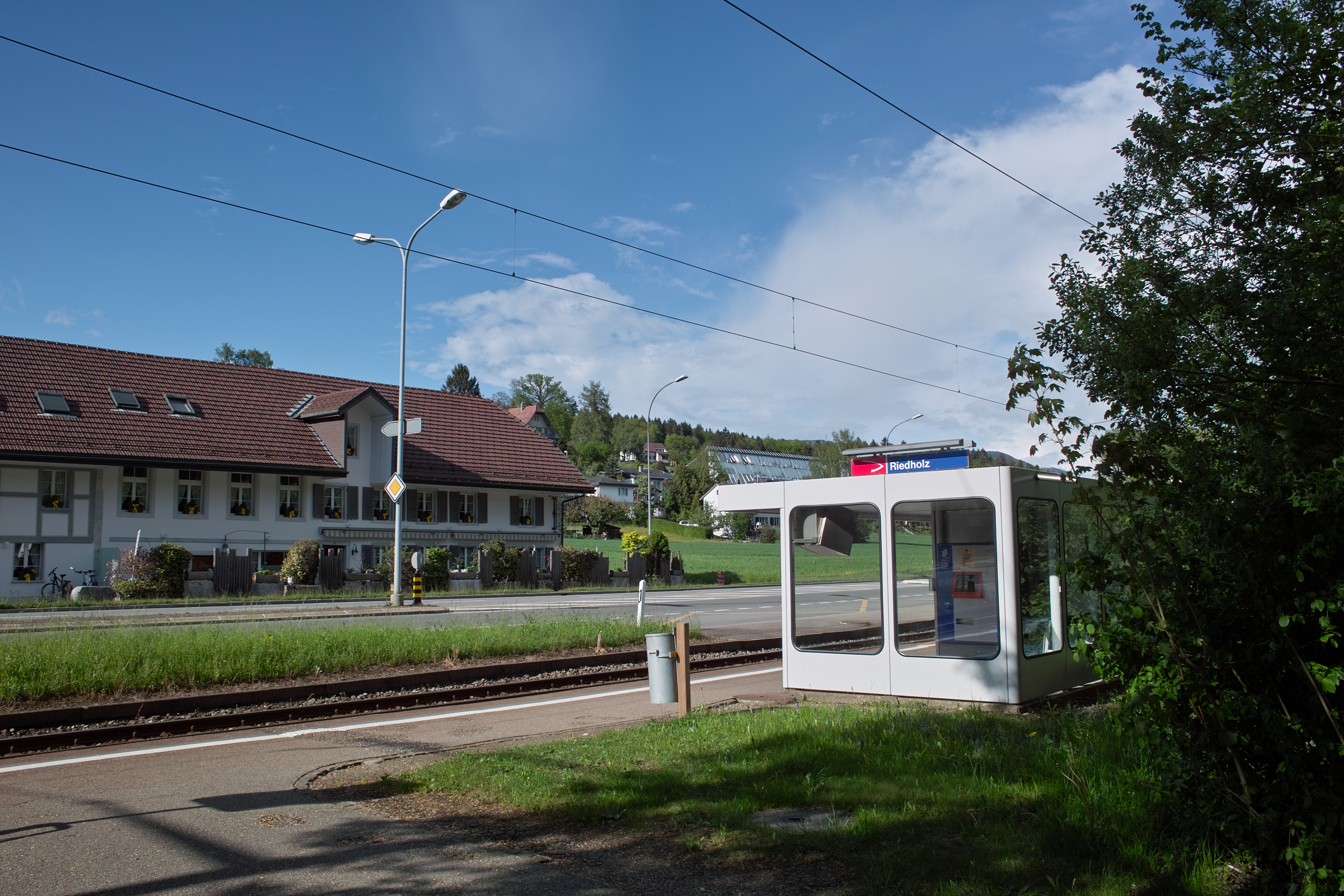
Bahnstation Riedholz

Riedholz liegt auf 471 m ü. M., vier Kilometer nordöstlich des Kantonshauptortes Solothurn (Luftlinie). Das Dorf erstreckt sich auf der Geländeterrasse einer vom eiszeitlichen Rhonegletscher abgelagerten Moräne nördlich der Aare, in der Region Unterleberberg, im Solothurner Mittelland am Jurasüdfuss.
Die Fläche des 7,15 km² grossen Gemeindegebiets umfasst einen Abschnitt am Jurasüdfuss. Die südliche Grenze verläuft entlang der Aare, die hier am Nordrand einer breiten Talniederung fliesst. Von der Aare erstreckt sich der Gemeindeboden nordwärts auf einen waldbedeckten Moränenzug (Brästenberg 481 m ü. M. und Attisholzwald 474 m ü. M.), der durch das Tälchen des Attisholzer Baches untergliedert ist. Nördlich an dieses Waldgebiet schliessen die Terrasse von Riedholz und der bewaldete Kamm der Verenakette an, einer der Weissensteinkette vorgelagerten kleinen Antiklinalen. Mit 604 m ü. M. wird auf dieser Kette die höchste Erhebung von Riedholz erreicht. Von der Gemeindefläche entfielen 1997 18 % auf Siedlungen, 40 % auf Wald und Gehölze, 38 % auf Landwirtschaft, und etwas mehr als 4 % war unproduktives Land.
Zu Riedholz gehören die Industriesiedlung Attisholz (427 m ü. M.) am linken Aareufer, die Quartiere Weieren (469 m ü. M.) auf der Terrasse von Riedholz, Hofmatt (512 m ü. M.), Wallierhof (528 m ü. M.), Rüti (578 m ü. M.) und Viertel (513 m ü. M.) am Hang oberhalb des Dorfes und Hinterriedholz (498 m ü. M.) am Ostrand der Verenakette. Durch rege Wohnbautätigkeit wachsen diese Ortsteile immer mehr zusammen. Nachbargemeinden von Riedholz sind Feldbrunnen-Sankt Niklaus, Rüttenen, Balm bei Günsberg, Günsberg Hubersdorf, Flumenthal, Deitingen, Luterbach und Zuchwil.

## Bevölkerung

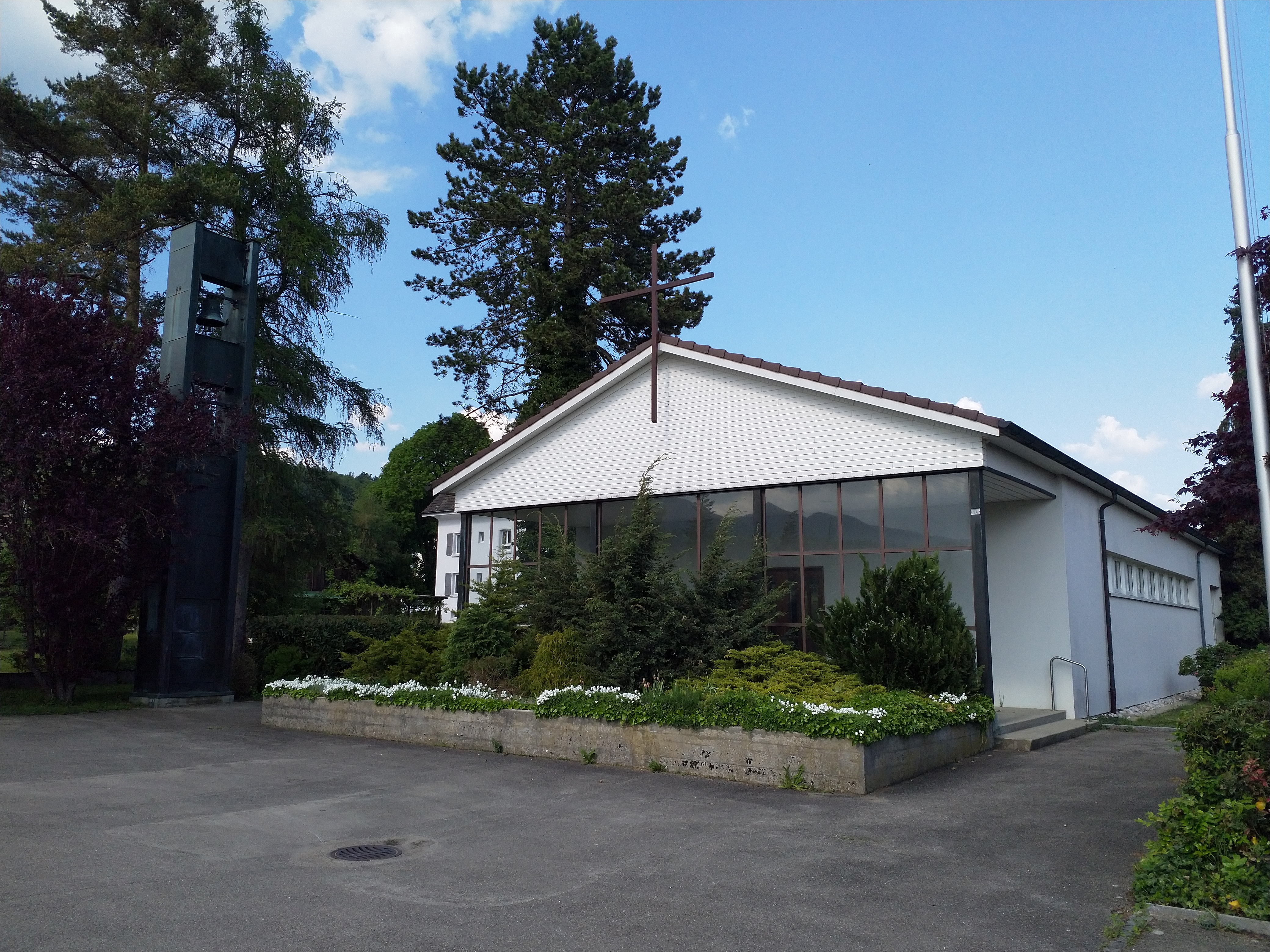
Römisch-katholische Kirche St. Martin in Riedholz

Mit 2313 Einwohnern (Stand 31. Dezember 2023) gehört Riedholz zu den mittelgrossen Gemeinden des Kantons Solothurn. Von den Bewohnern sind 95,8 % deutschsprachig, 0,8 % italienischsprachig, und 0,7 % sprechen Albanisch (Stand 2000). Die Bevölkerungszahl von Riedholz belief sich 1850 auf 400 Einwohner, 1900 auf 541 Einwohner. Im Verlauf des 20. Jahrhunderts stieg die Bevölkerungszahl bis 1970 kontinuierlich auf 1459 Personen an. Seither wurden nur noch relativ geringe Bevölkerungsschwankungen verzeichnet.

## Wirtschaft

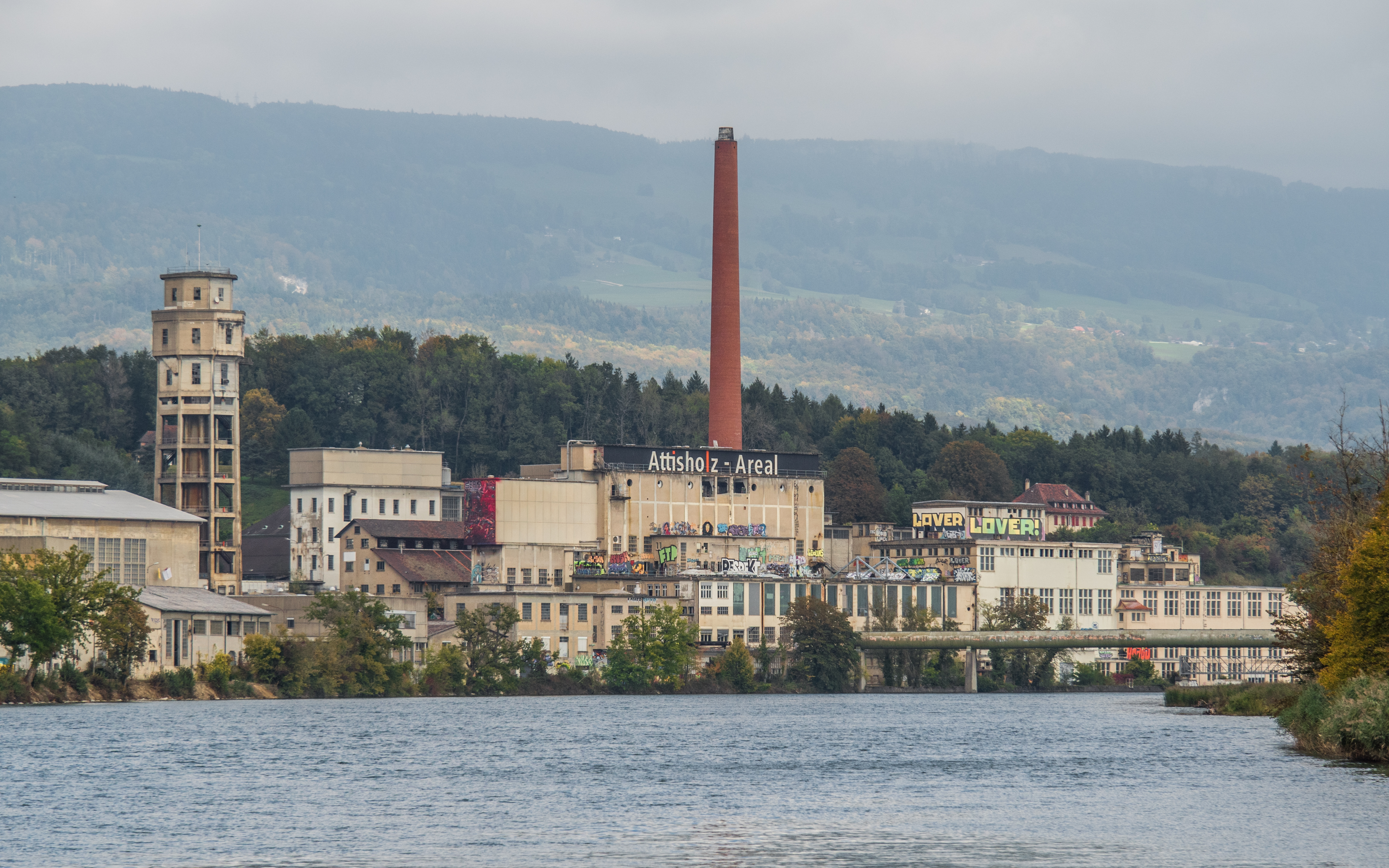
Ehemalige Zellulosefabrik Attisholz vom Emmenspitz aus gesehen

Riedholz war lange Zeit ein vorwiegend durch die Landwirtschaft geprägtes Dorf. Einen wesentlichen Entwicklungsschub erlebte Riedholz nach der Gründung der Zellulosefabrik in Attisholz im Jahr 1881.
Heute haben der Ackerbau und der Obstbau sowie die Viehzucht nur noch einen geringen Stellenwert in der Erwerbsstruktur der Bevölkerung. Zahlreiche weitere Arbeitsplätze sind im lokalen Kleingewerbe und im Dienstleistungssektor vorhanden. In der Gemeinde sind auch Betriebe der Informationstechnologie, des Maschinenbaus und feinmechanische Werkstätten vertreten. Riedholz ist Standort des Bildungszentrums Wallierhof, einer land- und hauswirtschaftlichen Schule mit Tagungszentrum. In den letzten Jahrzehnten hat sich das Dorf zu einer ländlichen Vorortsgemeinde von Solothurn entwickelt.
Dank dem Zellulosewerk wies Riedholz mehr Zupendler als Wegpendler auf. Die ehemalige Cellulosefabrik Attisholz wurde jedoch Ende 2008 von ihrem letzten Eigentümer Borregaard, einem Tochterunternehmen des norwegischen Mischkonzerns Orkla, geschlossen.

## Verkehr
Die Gemeinde ist verkehrstechnisch gut erschlossen. Sie liegt nur wenig neben der Hauptstrasse 5 von Solothurn nach Olten. Der nächste Anschluss an die Autobahn A5 (Solothurn–Biel) befindet sich rund 6 km vom Dorf entfernt. Am 9. Januar 1918 wurde die Eisenbahnlinie der Solothurn-Niederbipp-Bahn mit den Haltestellen Riedholz, Bei den Weihern und Hinteres Riedholz in Betrieb genommen, wobei die Station Hinteres Riedholz heute nicht mehr gebraucht wird. Durch den Postautokurs, der die Strecke von Solothurn nach Balm bei Günsberg und auf den Balmberg bedient, ist Riedholz ebenfalls an das Netz des öffentlichen Verkehrs angebunden.

## Geschichte
Das Gemeindegebiet von Riedholz war schon sehr früh bewohnt, was durch Funde von zahlreichen Keramikgegenständen aus der Römerzeit bei Attisholz nachgewiesen werden konnte. Die erste urkundliche Erwähnung des Ortes erfolgte 1367 unter dem Namen Rietholtz; von 1494 ist die Bezeichnung Riedtholtz überliefert. Der Name bedeutet so viel wie beim schilfbewachsenen Wald.
Im Mittelalter unterstand Riedholz dem Sankt-Ursen-Stift in Solothurn und gelangte 1344 direkt an die Stadt Solothurn, welche fortan sowohl die niedere als auch die hohe Gerichtsbarkeit ausübte. Das Dorf wurde später in die Vogtei Flumenthal eingegliedert. Nach dem Zusammenbruch des Ancien Régime (1798) gehörte Riedholz während der Helvetik zum Verwaltungsbezirk Solothurn und ab 1803 zum Bezirk Lebern. Das seit dem 15. Jahrhundert betriebene Bad Attisholz war besonders im 18. und 19. Jahrhundert ein beliebtes und über die Region hinaus bekanntes Gesellschaftsbad.

## Wappen
Blasonierung
In Gelb grüne entwurzelte Tanne

## Persönlichkeiten
- Leo Weber – Pädagoge, Seminardirektor, Fachautor (1876–1969)
- Walther von Wartburg – Sprachwissenschaftler (1888–1971)